# Charlotte Sieben
Charlotte Sieben (8 december 1998) is een Belgische actrice en radiopresentatrice bij MNM.
Sieben volgde de eerste twee jaar ASO in het Paridaensinstituut te Leuven. Hierna schakelde ze over naar kunstsecundair onderwijs aan het Leuvense Lemmensinstituut en studeerde twee jaar theaterkunsten aan de LUCA School of Arts. Daarna behaalde ze de bachelor journalistiek aan de AP Hogeschool Antwerpen. In 2018 volgde een gastrol in een aflevering van het derde seizoen van Professor T.. Van mei 2021 tot juni 2025 speelde ze de rol van Louise Van den Bossche in Familie. Haar rol wordt vanaf het volgende seizoen overgenomen door Tine Roggeman.
In de zomer van 2023 presenteerde ze ochtendradio tussen 6u en 9u op MNM samen met Manu Van Acker. Later presenteerde het duo elke zaterdag en zondag tussen 12 en 16 uur "De Weekendploeg". In het najaar van 2024 verhuisden ze beiden naar de vrijdagavond om er De Vrijdag is van ons te presenteren.
Sinds augustus 2024 presenteert Sieben, samen met financiële expert Chris Sigura, de podcast Money Time op VRT MAX. In de podcast geven ze antwoorden op vragen die jongeren hebben over geld.

## Filmografie
- Professor T. (2018) - als Lieselotte Snoeckx
- Familie (2021-2025) - als Louise Van den Bossche
- Hawa & Adam (2024) - als Kim Appelmans
- Red Flag (2025) - als Allie Seck